# Primaires présidentielles du Parti républicain américain de 1936
Les primaires présidentielles du Parti républicain américain de 1936 sont des élections internes au parti républicain ayant désignées William Borah comme candidat à l'élection présidentielle américaine de 1936.